# Испытание (фильм, 2008)
«Испытание» (англ. Spinning Into Butter) — американская драма 2008 года с Сарой Джессикой Паркер в главной роли.

## Сюжет
Действие происходит на территории элитного колледжа и развивается вокруг реакции белых руководителей на сообщение о том, что чернокожий студент первого курса получает анонимные письма с угрозами в свой адрес.
Призванная уберечь видимость благообразия учреждения и доведенная до предела декан по работе со студентами Сара Дэниелс срывается и неожиданно произносит в присутствии своих коллег речь, в которой признается в собственном расизме.

## В ролях
| Актёр                | Роль           |
| -------------------- | -------------- |
| Сара Джессика Паркер | Сара Дэниелс   |
| Миранда Ричардсон    | Кэтрин Кенней  |
| Бо Бриджес           | Бертон Штраусс |
| Майкелти Уильямсон   | Аарон          |
| Пол Джеймс           | Саймон Брик    |

## Интересные факты
- Слоган фильма — «Nothing is as simple as black and white»
- В 2008 году фильм был отмечен на Кинофестивале в Монреале
- Оригинальное название фильма — «Spinning Into Butter» — можно перевести как «Кружась в масле»
- Сара Джессика Паркер не только исполнила главную роль, но и выступила одним из продюсеров фильма